# 耳鼻咽喉科学

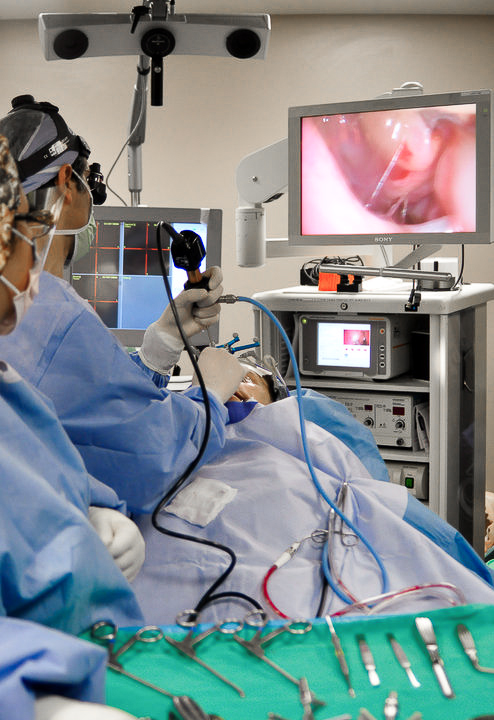
耳鼻咽喉科学

耳鼻咽喉科学（じびいんこうかがく、英語: otorhinolaryngology）とは、主に耳、鼻腔、副鼻腔、口腔、咽頭、喉頭、甲状腺等を診療・研究する医学の一分野。
以下の分野に細分化されており、以下の総称として用いられる。
- 耳科学（英: otology）
- 鼻科学（英: rhinology）
- 咽頭科学（英: pharyngology）
- 喉頭科学（英: laryngology）

以前は気管・食道等も多く取り扱っていたこともあり、旧来の耳鼻咽喉科を標榜する医院等では「気管食道科」と標榜していることもある。最近では、頭頸部の悪性疾患等を中心に診療する医療機関では「頭頸部外科」等と標榜することも多い。

## 耳科学
耳は、外耳、中耳、内耳に分類され、外耳は耳介より鼓膜まで、中耳は鼓膜より内側の管腔、内耳は側頭骨内の蝸牛と三半規管を指す。耳科学とはそのすべてに対しての学問であり、その機能である聴力、平衡機能や、耳に発生する疾病になどについて研究が進められている。また三半規管と耳石は平衡覚に関与する末梢器官である。それらは、聴覚の受容器である蝸牛とともに内耳（迷路とも呼ばれる）を形成する。三半規管は頭部を回転した場合に生じる回転加速度（角加速度）を受容し、耳石器は、頭部の傾きや乗り物やエレベータに乗った場合に生じる直線加速度を受容する（頭部の傾きの検出も、重力方向、すなわち直線加速度を感知することである）
- 外耳炎
- 中耳炎
- 耳性帯状疱疹（ラムゼイ・ハント症候群 (Ramsay-Hunt syndrome)）

耳性帯状疱疹（じせいたいじょうほうしん）は、耳周囲の皮疹、顔面神経麻痺、めまいなどを1つ〜複数発合併する帯状疱疹。
- メニエール病（Ménière病）
- 良性発作性頭位めまい症 （benign paroxysmal positional vertigo）
- 前庭神経炎 (vestibular neuronitis)
- 薬物による内耳障害障害

## 鼻科学
- アレルギー性鼻炎
- 副鼻腔炎
- 鼻出血（鼻血）
- 上顎洞癌
- 鼻茸

## 咽頭科学
解剖学的に口腔外科学と連携する分野でもある。
- 扁桃炎
- 扁桃肥大
  - マッケンジー（Mackenzie）が「前後口蓋弓の辺縁を結んだ表面からわずかに突出しているものを肥大という」と定義し、肥大の程度を山本が1度から3度に分類している（マッケンジー分類と誤認されることが多い）。
- 咽頭扁桃肥大症（Adenoid vegetation）
  - 咽頭扁桃が大きくなって種々の症状を出す病気。口蓋・咽頭扁桃は正常な子供でも6歳ごろに最も大きくなり、以後縮小してゆく。扁桃が大きくなることを扁桃肥大と言う。本症はこれらの内、症状を出したもの。症状には、中耳炎、常に口を開けている、睡眠時無呼吸症候群等があり、骨格が発達してゆく時期であれば、顔面骨の変形も起こりうる（例:高位口蓋）。本症の常に口を開けている顔つきをアデノイド顔貌と言う。子供に多い。咽頭扁桃に細菌が慢性感染していて、そこから耳管を通って中耳に細菌が常時供給されるため、反復性中耳炎になり易い。また、肥大した咽頭扁桃が物理的に邪魔になって、空気が上咽頭を通過できないため、口蓋扁桃肥大とともに睡眠時無呼吸症候群の原因となりうる。検査は、成人の場合は悪性リンパ腫との鑑別を念頭において扁桃の組織を採取し、病理組織検査を行う。

## 喉頭科学
喉頭は甲状軟骨により囲まれた部分の存在する臓器で、日常生活において極めて重要な役割を担う嚥下機能や発声に深く関与する臓器である。喉頭科学はその日常生活の質を左右する喉頭の疾患と機能についての学問である。
- 喉頭癌
- 嗄声（させい）は嗄れた（かれた/しゃがれた/しわがれた）声。声枯れ、かすれ声、しわがれ声。
  - 病態
声門が上手く振動しないことによる。
  - 分類
    - 塑造性嗄声
    - 気息性嗄声

  - 原因
    - 塑造性嗄声
      - 声帯ポリープ
      - ポリープ様声帯
        - ポリープ様声帯は、患者の多くがヘビースモーカーであることから、喫煙が原因である疾患といわれている[1]。

      - 声門癌
声門癌（せいもんがん）は声門に出来る癌。
        - 統計
早期癌が多い : 症状が速く現れるため
        - 治療
早期癌なら根治療法として放射線療法を行う。また、放射線療法は治療期間が長いため、短期間の入院で放射線療法と同等の治療成績を持つ、外切開を必要としない直達喉頭鏡下のレーザー手術療法などを行う施設もある。
        - 予後
早期癌が多く、声帯にはリンパ流が少なく転移も少なく、早期癌の予後は良い。

    - 気息性嗄声
      - 反回神経麻痺などの、声帯の可動性が不良であるため出現する。

## 頭頸部外科学
頭頸部外科とは、脳と眼球をのぞく頭頸部の外科的治療を行う診療科である。頭蓋底・顎顔面・口腔咽頭・唾液腺・甲状腺・耳や鼻などの外傷や腫瘍などが診療範囲に入る。呼吸器外科や内分泌内科、食道外科、形成外科や脳神経外科、歯科口腔外科などが連携したチーム医療が行われている。
- 咽頭悪性腫瘍(上咽頭癌、中咽頭癌、下咽頭癌 等)
- 喉頭悪性腫瘍(声門上癌、声門癌、声門下癌 等)
- 鼻副鼻腔悪性腫瘍（上顎洞癌 等）
- 唾液腺癌（耳下腺癌、顎下腺癌 等）
- 甲状腺癌
- 顔面外傷

## 学会
耳鼻咽喉科が担当する範囲は、臓器とその機能が多くあるために細分化され、それに伴い多くの学会が立ち上げられ、研究が行われている。下記に示すのは耳鼻咽喉科が関わる研究分野の一部である。
- 頭蓋底外科学
- 頭頸部外科学
- 神経耳科学
- めまい平衡医学
- 鼻科学
- 顔面神経
- 睡眠時無呼吸
- 音声外科学
- 嚥下学
- 顔面外傷